# おとひめ
おとひめは海洋研究開発機構が研究・開発を行っている深海巡航自律型無人潜水機(AUV)である。

## 概要
2012年4月に完成し2016年春に完成する予定の新型調査船に搭載予定の自律型無線探査機。同じく自律型無線探査機である「うらしま」等の研究を活かし開発された。主に海底資源調査に使用される予定である。

## スペック
- 全長：2.5m[3]
- 全幅：2.1メートル
- 高さ：1.4メートル
- 水中最大重量：850キログラム
- 最大深度：3000メートル
- 航行時間：8時間
- 速力：0.5～1.5ノット
- 航行方式：コンピュータ制御による全自動航行

## 各種装置
- ステレオカメラ
- CTD測定装置
- pH Co2ハイブリッドセンサー
- マニピュレータ
- 全方位カメラ
- ハイビジョンカメラ
- サイドスキャンソナー